# 봄의 제전

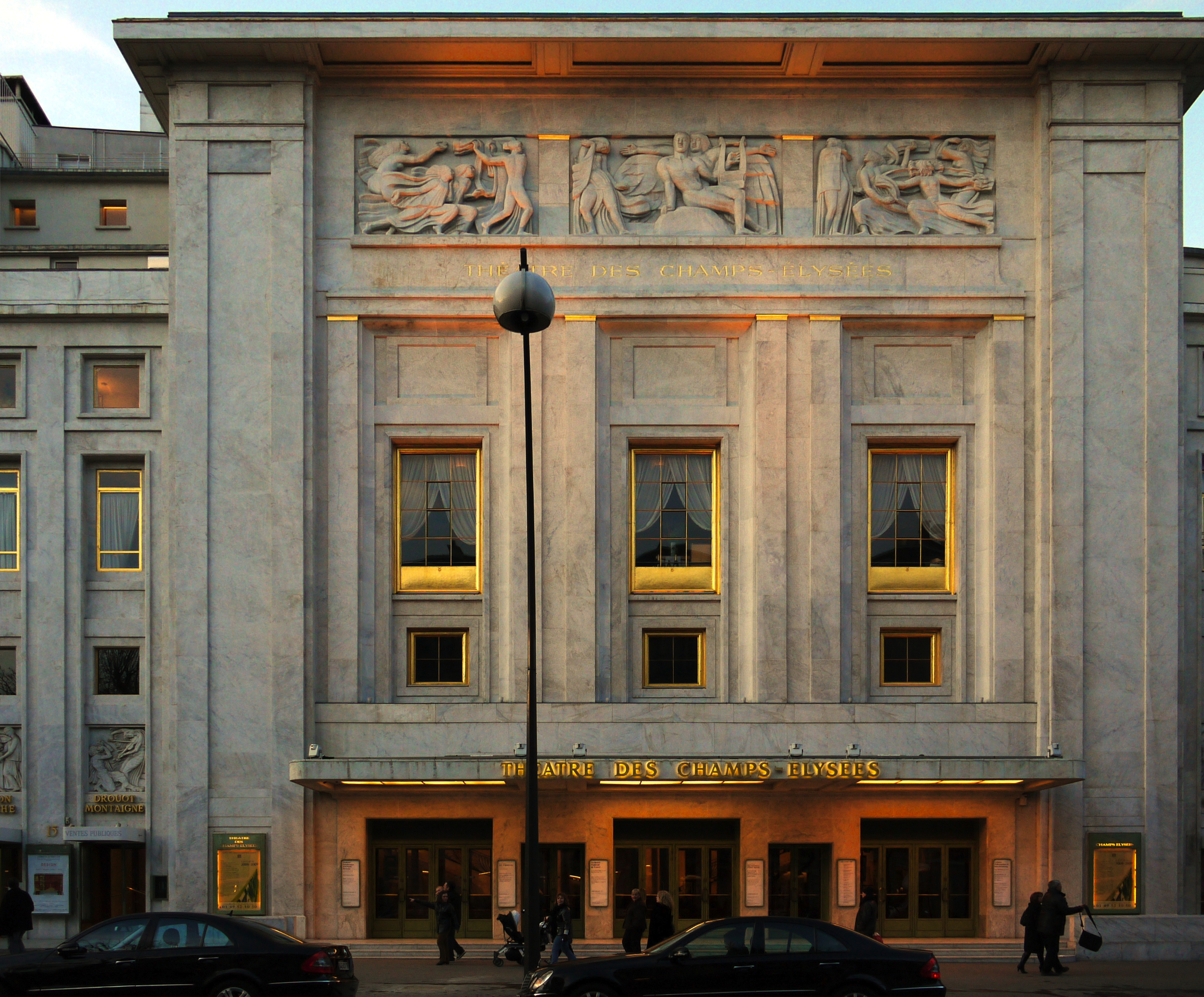

《봄의 제전》(프랑스어: Le Sacre du printemps; 러시아어: Весна священная)은 러시아의 작곡가 이고르 스트라빈스키의 발레 음악이자 그에 맞춰 공연되는 발레 작품이다. 1913년 5월 29일 파리에서 초연되었다. 사교(邪敎)를 믿던 고대 러시아에서 취재한 이 발레는 당시로는 모든 발레의 이미지를 타파한 참신한 작품이었다. 그 때문에 샹젤리제 극장에서 초연되었을 때는 관객으로부터 맹렬한 야유와 반대 시위가 있었을 정도였다.

## 줄거리
〔제1장〕고대 러시아의 봄의 평원(平原). 봄을 맞은 기쁨으로 미개한 종족의 남녀가 대지에 감사하며 춤을 춘다. 젊은이들은 몇몇 처녀를 제전(祭典)의 희생물로 바치고자 어깨에 메고 사라진다. 거기에 유명한 수도사가 나타나 제전은 최고조에 이른다.
〔제2장〕쓸쓸한 벌판의 한밤중. 신비스러운 의식(儀式)이 행해지고, 한 처녀가 희생자로 선택된다. 그 처녀는 갑자기 미친 듯이 춤을 추다가 그 법열(法悅)의 절정에서 대지에 쓰러지며 숨진다. 장로나 젊은이들이 그녀의 시체를 높이 메고 사라지며 태양에 대한 봄의 제전이 끝난다.

## 구성
2부 14장면으로 구성되어있으며, 세부 구성은 다음과 같다.
- 1부 대지에의 찬양
  - 서주
  - 봄의 싹틈과 젊은 남녀의 춤
  - 유괴의 유희
  - 봄의 론도
  - 적대하는 도시의 유희
  - 현인의 행렬
  - 대지에의 찬양
  - 대지의 춤
- 2부 희생 제물
  - 서주
  - 젊은 처녀들의 신비로운 모임
  - 선택된 처녀의 찬미
  - 조상의 초혼
  - 조상의 의식
  - 신성한 춤-선택된 처녀

## 악기 편성
- 목관악기: 피콜로, 플루트3(제3플루트는 피콜로를 겸함), 알토 플루트, 오보에4(제4오보에는 잉글리시 호른을 겸함), 잉글리시 호른, 클라리넷(내림 나&가)3(제3클라리넷은 베이스클라리넷을 겸함), 내림 마조 클라리넷2[1], 베이스 클라리넷, 바순4(제4바순은 콘트라바순을 겸함), 콘트라바순
- 금관악기: 호른8(제7~8호른은 바그너튜바를 겸함), 피콜로트럼펫(가)[2], 트럼펫(다)4(제4트럼펫은 베이스 트럼펫(내림 마)을 겸함), 트롬본3, 튜바2
- 타악기: 팀파니5(2명의 연주자), 큰북, 탐탐, 트라이앵글, 탬버린, 심벌즈, 앤틱 심벌즈(내림 나와 내림 가), 귀로
- 현악 5부